# Plumpton, Victoria
Plumpton är en del av en befolkad plats i Australien. Den ligger i kommunen Melton och delstaten Victoria, omkring 28 kilometer nordväst om delstatshuvudstaden Melbourne. Antalet invånare är 418.
Runt Plumpton är det mycket tätbefolkat, med 1 177 invånare per kvadratkilometer.. Närmaste större samhälle är Hillside, nära Plumpton. 
Omgivningarna runt Plumpton är i huvudsak ett öppet busklandskap. Genomsnittlig årsnederbörd är 971 millimeter. Den regnigaste månaden är juni, med i genomsnitt 115 mm nederbörd, och den torraste är januari, med 34 mm nederbörd.